# Karl Fredrik av Holstein-Gottorp
Karl Fredrik, född 19 april g.s./29 april n.s. 1700 i Stockholm, död 18 juni 1739 i Rohlfshagen, var hertig av Holstein-Gottorp från 1702 och en svensk prins. Han var son till Fredrik IV av Holstein-Gottorp och den svenske kungen Karl XI:s dotter Hedvig Sofia. Han var svensk prins enligt 1650 års arvförening, som tog sitt avsteg i Norrköpings arvförening, och som sådan tronpretendent efter Karl XII:s död. Han gifte sig 1725 med den ryske tsaren Peter den stores dotter Anna Petrovna.

## Biografi

### Uppväxt
Karl Fredrik föddes i Stockholm, dit hans föräldrar hade flyttat året före hans födelse på inbjudan av hans morbror, Karl XII av Sverige. Han växte därefter upp vid det svenska hovet.
Vid faderns död under slaget vid Kliszów den 19 juli 1702 blev han hertig av Holstein-Gottorp under sin mors förmynderskap, men han kvarblev i Sverige. Vid moderns död 1708 uppfostrades han av sin morfars mor, den svenska riksänkedrottningen Hedvig Eleonora. Han var hennes favorit och beskrivs som bortskämd, bortklemad, passiv och förslappad. Hans mor skall ha förenat mildhet och allvar och uppfostrat honom stramt, medan Hedvig Eleonora tillåtit honom vad som helst.

### Karriär i Sverige

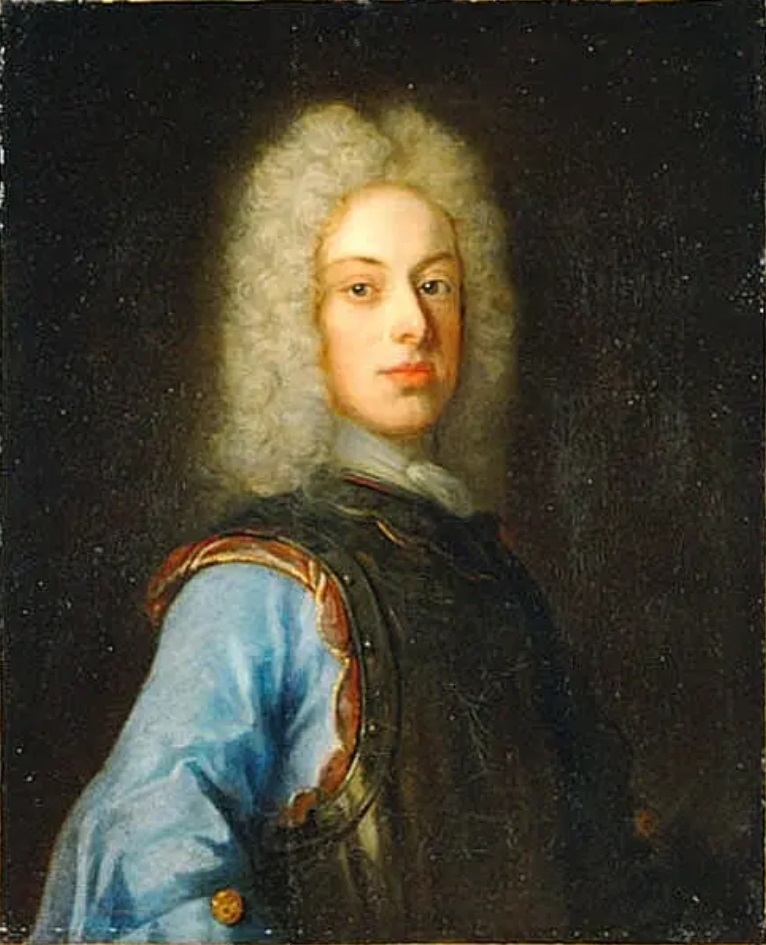
Karl Fredrik var svensk prins från födseln, men fick titeln Kunglig höghet 1723. Målning från 1722 av David von Krafft.

Under Karl XII:s frånvaro bildades ett parti som förespråkade Karl Fredrik som tronföljare och ett annat som förespråkade hans moster Ulrika Eleonora. Karl Fredrik stöddes av riksänkedrottningen. Han mötte sin morbror Karl XII för första gången, liksom sin mosters man Fredrik av Hessen också gjorde, i Ystad efter dennes hemkomst till Sverige 1716. Karl Fredrik förklarades myndig, majoren, år 1717 och fick då kommando över vissa avdelningar av svenska armén.
Karl Fredrik stod i ett spänt förhållande till Ulrika Eleonora, vars anhängare framhöll hans "respektlöshet" och arrogans som en ansvarslöshet som gjorde honom olämplig för att ärva kronan framför henne. Han kom dock överens med hennes man Fredrik.
Vid Karl XII:s död befann sig han liksom Fredrik i Tistedalen. Medan Fredrik genast hjälpte sin fru att erövra tronen, isolerade sig Karl Fredrik i sitt tält för att sörja och gick därmed miste om chansen att ta initiativet i maktkampen.
Karl Fredrik förbigicks 1718 i den svenska tronföljden av sin moster Ulrika Eleonora. Hon åberopade att hennes äldre syster, Karl Fredriks mor, inte hade "inhämtat ständernas samtycke" för sitt giftermål. Karl Fredriks parti hävdade dock att detta genom enväldets införande i Sverige under hans morfar inte varit nödvändigt. Då Karl Fredrik mötte Ulrika Eleonora första gången sedan hon fått makten tvingades kanslipresidenten Arvid Horn övertala honom att tilltala henne som drottning. Han begärde att få titeln Kunglig Höghet och därmed erkännas som tronarvinge. Då detta avslogs, och då Fredrik av Hessen i stället fick denna titel, valde han istället att lämna landet.
Av 1723 års riksdag fick han den svenska tituleringen Kunglig Höghet, men den ryssvänliga politik som sedan i hertigens namn fördes av holsteinska partiet blockerade såväl hans som sonens väg till tronen. Efter både Karl Fredriks och Ulrika Eleonoras död valdes hans kusin Adolf Fredrik, av samma oldenburgska ätt, till svensk kronprins.

### Senare liv

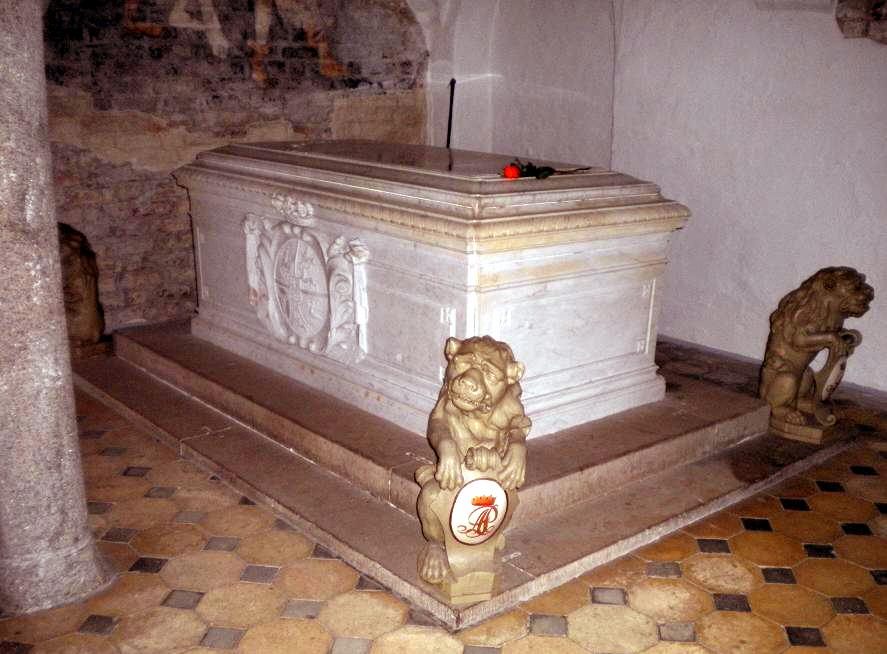
Karl Fredriks grav i Bordesholm.

Karl Fredrik lämnade Sverige i maj 1719 och reste till sin farbror i Hamburg, eftersom Holstein-Gottorp varit ockuperat av Danmark sedan 1713. Han lyckades samma år häva ockupationen efter ansökan hos tysk-romerska kejsaren Karl VI.
Han reste sedan till Ryssland på inbjudan av kejsarinnan Katarina. Det hade i många år förts förhandlingar om ett giftermål mellan honom och tsarens dotter Anna. Ursprungligen hade tsar Peter ställt som krav att Karl Fredrik skulle tillförsäkras den svenska tronföljden, men det kravet övergavs. Anna uppges inte ha varit entusiastisk, då Karl Fredrik vid denna tid var beryktad för sina förbindelser med prostituerade. Karl Fredrik förlovades officiellt med Anna och behandlades som tsarens blivande svärson.
Runt 1721-1722 hjälpte Karl Fredrik flera hundra svenska tillfångatagna officerare (nu frigivna i och med Freden i Nystad) med att ta sig hem till Sverige från Sibirien och andra ställen i Ryssland. Han gav dom pengar ur egen ficka för att dryga ut deras reskassa i rubler dom i några fall fått när dom blev frigivna.
Vid tsar Peters död 1725 fick han av sin blivande svärmor Katarina I ett eget hov, palats, underhåll och plats i det ryska rådet. Vigseln ägde rum samma år. Paret avreste till Holstein-Gottorp 1727, där Anna 1728 avled vid födseln av parets son Peter. Efter sonens födelse stannade Karl Fredrik i Holstein-Gottorp och ägnade resten av livet åt att planera för sonens framtid som Rysslands monark. Han understödde sina anhängare i Sverige men utan entusiasm, och engagerade sig inte heller för regerande av Holstein-Gottorp.
Karl Fredriks och Annas giftermål kan ses som ett uttryck för försoning mellan det pfalziska huset i Sverige och det romanovska i Ryssland, efter många år av krig. Sonen Peter blev 1739 Karl Fredriks efterträdare som hertig av Holstein-Gottorp, och han var under ett halvår 1762 rysk tsar under namnet Peter III.
Karl Fredriks grav finns i klosterkyrkan i Bordesholm, Schleswig-Holstein.

## Genealogi
Karl Fredrik är en av den nuvarande svenske kungen Carl XVI Gustafs anfäder, sedan svenska drottningen Victorias rötter länkat samman ätten Bernadotte med den pfalziska grenen av huset Wittelsbach. (Han var Carl XVI Gustafs farfars mormors mormors farfars far, liksom även farmors morfars mormors farfars far.)
Detta bygger visserligen på antagandet att Paul I av Ryssland verkligen var son till Peter III, vilket har ifrågasatts på grund av dennes hustru Katarina II:s utomäktenskapliga affärer. De båda tsarerna hade dock otvivelaktigt drag som påminde om varandra. Anorna leds senare via kvinnoled in i huset Bernadotte.

### Anfäder
|                                         |  |  |  |  |  |  |  |                                       |  |  |  |  |  |  |  |                                             |  |  |  |  |  |  |  | Hertig Fredrik III av Holstein-Gottorp            |
|                                         |  |  |  |  |  |  |  |                                       |  |  |  |  |  |  |  |                                             |  |  |  |  |  |  |  |                                                   |
|                                         |  |  |  |  |  |  |  |                                       |  |  |  |  |  |  |  | Hertig Kristian Albrekt av Holstein-Gottorp |  |  |  |  |  |  |  |                                                   |
|                                         |  |  |  |  |  |  |  |                                       |  |  |  |  |  |  |  |                                             |  |  |  |  |  |  |  |                                                   |
|                                         |  |  |  |  |  |  |  |                                       |  |  |  |  |  |  |  |                                             |  |  |  |  |  |  |  | Prinsessan Marie Elisabeth av Sachsen             |
|                                         |  |  |  |  |  |  |  |                                       |  |  |  |  |  |  |  |                                             |  |  |  |  |  |  |  |                                                   |
|                                         |  |  |  |  |  |  |  | Hertig Fredrik IV av Holstein-Gottorp |  |  |  |  |  |  |  |                                             |  |  |  |  |  |  |  |                                                   |
|                                         |  |  |  |  |  |  |  |                                       |  |  |  |  |  |  |  |                                             |  |  |  |  |  |  |  |                                                   |
|                                         |  |  |  |  |  |  |  |                                       |  |  |  |  |  |  |  |                                             |  |  |  |  |  |  |  | Kung Fredrik III av Danmark                       |
|                                         |  |  |  |  |  |  |  |                                       |  |  |  |  |  |  |  |                                             |  |  |  |  |  |  |  |                                                   |
|                                         |  |  |  |  |  |  |  |                                       |  |  |  |  |  |  |  | Prinsessan Fredrika Amalia av Danmark       |  |  |  |  |  |  |  |                                                   |
|                                         |  |  |  |  |  |  |  |                                       |  |  |  |  |  |  |  |                                             |  |  |  |  |  |  |  |                                                   |
|                                         |  |  |  |  |  |  |  |                                       |  |  |  |  |  |  |  |                                             |  |  |  |  |  |  |  | Hertiginnan Sofia Amalia av Braunschweig-Lüneburg |
|                                         |  |  |  |  |  |  |  |                                       |  |  |  |  |  |  |  |                                             |  |  |  |  |  |  |  |                                                   |
| Hertig Karl Fredrik av Holstein-Gottorp |  |  |  |  |  |  |  |                                       |  |  |  |  |  |  |  |                                             |  |  |  |  |  |  |  |                                                   |
|                                         |  |  |  |  |  |  |  |                                       |  |  |  |  |  |  |  |                                             |  |  |  |  |  |  |  | Kung Karl X Gustav av Sverige                     |
|                                         |  |  |  |  |  |  |  |                                       |  |  |  |  |  |  |  |                                             |  |  |  |  |  |  |  |                                                   |
|                                         |  |  |  |  |  |  |  |                                       |  |  |  |  |  |  |  | Kung Karl XI av Sverige                     |  |  |  |  |  |  |  |                                                   |
|                                         |  |  |  |  |  |  |  |                                       |  |  |  |  |  |  |  |                                             |  |  |  |  |  |  |  |                                                   |
|                                         |  |  |  |  |  |  |  |                                       |  |  |  |  |  |  |  |                                             |  |  |  |  |  |  |  | Prinsessan Hedvig Eleonora av Holstein-Gottorp    |
|                                         |  |  |  |  |  |  |  |                                       |  |  |  |  |  |  |  |                                             |  |  |  |  |  |  |  |                                                   |
|                                         |  |  |  |  |  |  |  | Prinsessan Hedvig Sofia av Sverige    |  |  |  |  |  |  |  |                                             |  |  |  |  |  |  |  |                                                   |
|                                         |  |  |  |  |  |  |  |                                       |  |  |  |  |  |  |  |                                             |  |  |  |  |  |  |  |                                                   |
|                                         |  |  |  |  |  |  |  |                                       |  |  |  |  |  |  |  |                                             |  |  |  |  |  |  |  | Kung Fredrik III av Danmark                       |
|                                         |  |  |  |  |  |  |  |                                       |  |  |  |  |  |  |  |                                             |  |  |  |  |  |  |  |                                                   |
|                                         |  |  |  |  |  |  |  |                                       |  |  |  |  |  |  |  | Prinsessan Ulrika Eleonora av Danmark       |  |  |  |  |  |  |  |                                                   |
|                                         |  |  |  |  |  |  |  |                                       |  |  |  |  |  |  |  |                                             |  |  |  |  |  |  |  |                                                   |
|                                         |  |  |  |  |  |  |  |                                       |  |  |  |  |  |  |  |                                             |  |  |  |  |  |  |  | Hertiginnan Sofia Amalia av Braunschweig-Lüneburg |
|                                         |  |  |  |  |  |  |  |                                       |  |  |  |  |  |  |  |                                             |  |  |  |  |  |  |  |                                                   |